# Климент Врачански
Климент е висш български духовник, врачански митрополит на Българската екзархия от 1914 до 1930 година.

## Биография
Роден е на 6 декември 1873 година в средногорското село Бабек със светското име Григорий Иванов Шивачев. Произхожда от известен сопотски род, преселен от Западна Македония през XVII век. В 1894 година завършва с отличен успех Самоковското богословско училище. През 1894 година със стипендия на Министерството на народното просвещение заминава за Киевската духовна академия, която завършва през 1898 година с научната степен „кандидат на богословието“.
След завръщането си в България става учител–възпитател в Самоковското богословско училище и преподава омилетика. В 1903 година училището се мести в София и получава името духовна семинария.
През 1900 година Григорий Шивачев приема монашеското подстрижение с името Климент и веднага е ръкоположен от наместник–председателя на Светия синод митрополит Доситей Самоковски в йеродяконски чин. В 1902 година митрополит Доситей го ръкополага и за йеромонах. През 1904 година Климент е удостоен с архимандритско достойнство и е назначен за ректор на Софийската духовна семинария. От 1905 година е протосингел на Светия синод.
На 8 март 1909 година, по предложение на екзарх Йосиф I Български, в катедралния храм „Свети Стефан“ в Цариград, архимандрит Климент е ръкоположен за епископ с титлата браницки от митрополитите Авксентий Пелагонийски, Иларион Неврокопски и Козма Дебърски. Екзархът му дава за управление Ловчанската епархия, чийто титуляр е той, и която е заплашена от закриване. В дневника си за 8 март екзархът записва:
| „ | 8/3, нед. Днес се ръкоположи Климент за епископ на Ловчанската епархия с името „Браницки“. Ще му плащам 6000 лева за управлението на епархията от 7500 лева, които получавам като Ловчански. Дадох му ловчанската архиеретика с патерица, корона, мантия с дикеротрикири – давам я на Ловчанската митрополия, за да си служи той с нея, догдето успее да си направи своя. Ще му се платят от екзархийския бюджет 500 лева, които взех от Софийския синод. Епископ Климент е млад, благ по характер, енергичен, ревностен. Аз се надявам, че той ще оправдае надеждите ми. Говорих му, че трябва да работи на духовна почва, да култивира благочестието... Говорих му за съзиждане на митрополитски дом и да има предвид да се прокара в някое Народно събрание отменение решението, че Ловчанската епархия се закрива, когато овдовее... | “ |

В Ловеч Климент се представя като добър администратор и пастир. Развива дейност срещу силното влияние на протестантската пропаганда в града, която има голямо девическо училище с пансион, както и срещу дъновистите.
След смъртта на митрополит Константин Врачански, на 19 януари 1914 година епархийските делегати избират Климент Браницки за врачански митрополит. На 9 март 1914 година изборът е утвърден от Светия синод. На 3 юни 1914 година, митрополит Климент замества починалия митрополит Антим Търновски като член на Синода.
На 28 март 1928 година престарелият митрополит Максим Пловдивски се оттегля от поста наместник-председател на Светия синод и на най-високия ръководен пост в Българската православна църква е избран митрополит Климент. Той има тежката задача да организира дейността на Българската православна църква в помощ на жителите на Южна България, постигнати от тежките земетресения през април 1928 година. Като наместник-председател на Синода се сближава с цар Борис III и става негов изповедник.
Митрополит Климент умира на 3 май 1930 година. Погребан е в двора на катедралната църква „Свети Николай“ във Враца. На опелото присъстват митрополитите Неофит Видински, Стефан Софийски, Павел Старозагорски, Михаил Доростолски и Червенски, цар Борис III, председателят на Народното събрание Александър Цанков, министър Цвятко Бобошевски, специална мисия на Сръбската православна църква, генерали, офицери, гражданството на Враца и епархията.